# おとなごっこ
おとなごっこは、日本のお笑いコンビ。よしもとクリエイティブ・エージェンシー所属。2019年4月14日に解散。

## メンバー
こうだい（1990年2月25日 - ）
ボケ担当。立ち位置は向かって左。
血液型B型。大阪府大阪市出身。関西大学文学部卒業。
NALU-SEE☆のKODAIとしても活躍中。
現在は芸名を“KODAI”に改名し、とぅーむとお笑いコンビ『アイマイ』を結成して活動中。
サム（1989年12月12日 - ）
ツッコミ担当。立ち位置は向かって右。
血液型O型。宮崎県門川町出身。関西大学経済学部卒業。

## 出演

### ラジオ

#### 過去のレギュラー番組
・楽ラジ (渋谷クロスFM)

### 舞台・ライブ
・おとなごっこ初単独ライブ「音」(2017年8月15日、ヨシモト∞ホール)
・主演舞台「11時間目に、この場所で」(2018年5月18〜20日、神保町花月)

・おとなごっこワンマンライブVol.2 おとなになる日 (2019年1月14日、ヨシモト∞ホール)
| スタブアイコン | サブスタブ | この項目は、まだ閲覧者の調べものの参照としては役立たない、お笑いタレント・コメディアンに関連した書きかけの項目です。この項目を加筆・訂正などしてくださる協力者を求めています（P:お笑い/PJ:お笑い）。 |